# おおBEIJING
「おおBEIJING」（おおベイジン）は、1991年1月21日に発売された爆風スランプ18枚目のシングル。

## 概要
7thアルバム「ORAGAYO 〜in the 7th heaven〜」からのシングルカット。1989年に起こった天安門事件後に国外へ亡命した学生が離れ離れになった恋人の境遇を想うという内容。「BEIJING（ベイジン）」は「北京」の拼音に由来する英語表記および発言であるが、中国標準語における発音は「ペイチン」に近い。元々、作曲のファンキー末吉の友人が鍼治療の為に中国に渡った際、一緒に行った末吉が｢中国にロックはあるのか｣と探していた時、偶々黒豹というバンドが地下でライブを行なっているのを見て彼らの為に北京語で末吉が作詞・作曲したが結局歌われず、後にサンプラザ中野が天安門事件を題材に作詞をしたものが本曲。歌詞カードの最後に「吾爾開希君へ」と書かれており、この人物は天安門事件における学生指導者ウーアルカイシ。

## 収録曲
1. おおBEIJING
作詞:サンプラザ中野　作曲:ファンキー末吉　編曲:BAKUFU-SLUMP
2. 京都マイ・ラブ
作詞:サンプラザ中野/バーベQ和佐田　作曲:バーベQ和佐田　編曲:ヤン富田/BAKUFU-SLUMP
バーベQ和佐田がボーカルを担当したのは、爆風スランプとして初。

## 収録アルバム
- ORAGAYO 〜in the 7th heaven〜 (#1,2)
- GOLDEN☆BEST 爆風スランプ ALL SINGLES (#1)